# Sarah Doudney
Sarah Doudney, levde under senare delen av 1800-talet. Född 15 januari 1841, Portsea, Hampshire och död 8 december 1926 i Oxford. Författare i England. I Svenska Missionsförbundets sångbok 1920 (SMF 1920) representerad med en psalmtext.

## Psalmer
- Sov gott, vår vän! (SMF 1920 nr 651) under rubriken Begravning och översatt till svenska av Erik Nyström. Tonsatt av Ira David Sankey.